# گورستان تنگه بیشگان
قبرستان تنگه بیشگان مربوط به سده‌های متاخر دوران‌های تاریخی پس از اسلام است و در شهرستان سرپل ذهاب، بخش مرکزی، دهستان دشت ذهاب، ارتفاعات تنگه بیشگان، ۴ کیلومتری روستای بیشگان واقع شده و این اثر در تاریخ ۱۸ اسفند ۱۳۸۷ با شمارهٔ ثبت ۲۴۸۳۳ به‌عنوان یکی از آثار ملی ایران به ثبت رسیده است.